# 3604 Berkhuijsen
3604 Berkhuijsen è un asteroide della fascia principale. Scoperto nel 1960, presenta un'orbita caratterizzata da un semiasse maggiore pari a 2,5999140 UA e da un'eccentricità di 0,1180328, inclinata di 12,02567° rispetto all'eclittica.
L'asteroide è dedicato all'astronoma olandese Elly M. Berkhuijsen dell'Istituto Max Planck di radioastronomia di Bonn.